# Coventry City Football Club 2023-2024
Questa voce raccoglie le informazioni riguardanti il Coventry City Football Club nelle competizioni ufficiali della stagione 2023-2024.

## Maglie e sponsor
| Casa | Trasferta | Terza divisa |

Sponsor ufficiale: BoyleSports
Fornitore tecnico: Hummel

## Rosa
In corsivo i calciatori ceduti durante la stagione
| N. |                        | Ruolo | Calciatore         |
| -- | ---------------------- | ----- | ------------------ |
| 1  | Inghilterra (bandiera) | P     | Simon Moore        |
| 2  | Inghilterra (bandiera) | D     | Luis Binks         |
| 3  | Inghilterra (bandiera) | D     | Jay Dasilva        |
| 4  | Inghilterra (bandiera) | D     | Bobby Thomas       |
| 5  | Inghilterra (bandiera) | D     | Kyle McFadzean     |
| 6  | Scozia (bandiera)      | C     | Liam Kelly         |
| 7  | Giappone (bandiera)    | C     | Tatsuhiro Sakamoto |
| 8  | Inghilterra (bandiera) | C     | Jamie Allen        |
| 9  | Inghilterra (bandiera) | A     | Ellis Simms        |
| 10 | Inghilterra (bandiera) | C     | Callum O'Hare      |
| 11 | Stati Uniti (bandiera) | A     | Haji Wright        |
| 13 | Inghilterra (bandiera) | P     | Ben Wilson         |
| 14 | Inghilterra (bandiera) | C     | Ben Sheaf          |
| 15 | Inghilterra (bandiera) | D     | Liam Kitching      |
| 19 | Inghilterra (bandiera) | A     | Tyler Walker       |

| N. |                        | Ruolo | Calciatore         |
| -- | ---------------------- | ----- | ------------------ |
| 21 | Inghilterra (bandiera) | D     | Jake Bidwell       |
| 22 | Giamaica (bandiera)    | D     | Joël Latibeaudiere |
| 24 | Inghilterra (bandiera) | A     | Matt Godden        |
| 26 | Svezia (bandiera)      | C     | Yasin Ayari        |
| 27 | Paesi Bassi (bandiera) | D     | Milan van Ewijk    |
| 28 | Inghilterra (bandiera) | C     | Josh Eccles        |
| 29 | Danimarca (bandiera)   | C     | Victor Torp        |
| 30 | Portogallo (bandiera)  | A     | Fábio Tavares      |
| 36 | Paesi Bassi (bandiera) | C     | Ryan Howley        |
| 38 | Paesi Bassi (bandiera) | C     | Gustavo Hamer      |
| 40 | Inghilterra (bandiera) | P     | Bradley Collins    |
| 41 | Inghilterra (bandiera) | C     | Will Bapaga        |
| 45 | Giamaica (bandiera)    | C     | Kasey Palmer       |
|    | Inghilterra (bandiera) | C     | Kai Andrews        |

## Risultati

### FA Cup
| Arbitro: | J. Smith |

|                                                                            |           |                         |
| Latibeaudiere 8’ Sheaf 11’ K. Palmer 17’ O'Hare 50’ (rig.) Godden 84’, 88’ | Marcatori | 10’ Harris 79’ Goodrham |

| Arbitro: | Bond |

|             |           |          |
| Gassama 79’ | Marcatori | 45’ Torp |

| Arbitro: | Kavanagh |

|                                         |           |                 |
| K. Palmer 3’ O'Hare 50’, 56’ Wright 57’ | Marcatori | 10’ Cadamarteri |

| Arbitro: | Salisbury |

|                                       |           |  |
| Simms 9’, 14’, 35’ Tavares 88’, 90+1’ | Marcatori |  |

| Arbitro: | Barrott |

|                            |           |                                |
| Aït-Nouri 83’ H. Bueno 88’ | Marcatori | 53’, 90+7’ Simms 90+10’ Wright |

| Arbitro: | R. Jones |

|                                          |                      |                                           |
| Simms 71’ O'Hare 79’ Wright 90+5’ (rig.) | Marcatori            | 23’ McTominay 45+1’ Maguire 58’ Fernandes |
| Wright Torp O'Hare Sheaf                 | Tiri di rigore 2 – 4 | Casemiro Dalot Eriksen Fernandes Højlund  |

### English Football League Cup
| Arbitro: | Kitchen |

|                         |           |                   |
| Bugiel 86’ McLean 90+2’ | Marcatori | 17’ (rig.) Godden |

## Statistiche

### Statistiche di squadra
| Competizione | Punti | In casa | In casa | In casa | In casa | In casa | In casa | In trasferta | In trasferta | In trasferta | In trasferta | In trasferta | In trasferta | Totale | Totale | Totale | Totale | Totale | Totale | DR  |
| Competizione | Punti | G       | V       | N       | P       | Gf      | Gs      | G            | V            | N            | P            | Gf           | Gs           | G      | V      | N      | P      | Gf     | Gs     | DR  |
| ------------ | ----- | ------- | ------- | ------- | ------- | ------- | ------- | ------------ | ------------ | ------------ | ------------ | ------------ | ------------ | ------ | ------ | ------ | ------ | ------ | ------ | --- |
| Championship | 64    | 23      | 9       | 8       | 6       | 36      | 27      | 23           | 8            | 5            | 10           | 34           | 32           | 46     | 17     | 13     | 16     | 70     | 59     | +11 |
| FA Cup       |       | 3       | 3       | 0       | 0       | 15      | 3       | 2            | 1            | 1            | 0            | 4            | 3            | 6      | 4      | 2      | 0      | 22     | 9      | +13 |
| League Cup   |       | 0       | 0       | 0       | 0       | 0       | 0       | 1            | 0            | 0            | 1            | 1            | 2            | 1      | 0      | 0      | 1      | 1      | 2      | -1  |
| Totale       |       | 26      | 12      | 8       | 6       | 51      | 30      | 26           | 9            | 6            | 11           | 39           | 37           | 53     | 21     | 15     | 17     | 93     | 70     | +23 |

### Andamento in campionato
| Giornata  | 1  | 2  | 3  | 4  | 5  | 6  | 7  | 8  | 9  | 10 | 11 | 12 | 13 | 14 | 15 | 16 | 17 | 18 | 19 | 20 | 21 | 22 | 23 | 24 | 25 | 26 | 27 | 28 | 29 | 30 | 31 | 32 | 33 | 34 | 35 | 36 | 37 | 38 | 39 | 40 | 41 | 42 | 43 | 44 | 45 | 46 |
| --------- | -- | -- | -- | -- | -- | -- | -- | -- | -- | -- | -- | -- | -- | -- | -- | -- | -- | -- | -- | -- | -- | -- | -- | -- | -- | -- | -- | -- | -- | -- | -- | -- | -- | -- | -- | -- | -- | -- | -- | -- | -- | -- | -- | -- | -- | -- |
| Luogo     | T  | C  | T  | C  | C  | T  | T  | C  | T  | C  | C  | T  | T  | C  | T  | C  | T  | C  | T  | C  | C  | T  | T  | C  | C  | T  | C  | T  | C  | T  | C  | T  | T  | C  | T  | C  | T  | C  | T  | C  | C  | T  | T  | C  | T  | C  |
| Risultato | P  | V  | N  | N  | N  | N  | P  | N  | V  | V  | N  | P  | P  | P  | P  | N  | V  | V  | P  | V  | N  | N  | V  | V  | N  | V  | V  | V  | N  | P  | V  | N  | V  | P  | P  | V  | V  | P  | V  | P  | V  | P  | P  | P  | N  | P  |
| Posizione | 16 | 11 | 10 | 12 | 14 | 15 | 17 | 18 | 14 | 13 | 13 | 16 | 20 | 20 | 20 | 20 | 20 | 15 | 17 | 15 | 14 | 15 | 15 | 13 | 12 | 8  | 6  | 6  | 6  | 7  | 6  | 6  | 7  | 9  | 9  | 8  | 8  | 9  | 7  | 7  | 7  | 7  | 8  | 9  | 9  | 9  |

Legenda:

Luogo: C = Casa; T = Trasferta. Risultato: V = Vittoria; N = Pareggio; P = Sconfitta.